# Lapidaria margaretae
Lapidaria margaretae is een plant uit de ijskruidfamilie die voornamelijk in Zuid-Afrika voorkomt. Deze succulent ontsnapt in de rotsige woestijnen aan de aandacht van planteneters door de vorm die ze heeft aangenomen.
Deze plant is vooralsnog de enige bekende vertegenwoordiger van dit geslacht. De planten hebben vier tot zes succulente bladeren die vergroeid zijn aan de basis. De opvallend hoekige bladeren hebben een grijsachtige epidermis en kunnen rood getinte randen hebben. De gele bloemen met een korte steel zijn 3 of 4 centimeter breed. De zaaddoos heeft zes of zeven hokken met fijne bruine zaadjes. Deze plant eist een zeer goed doorlatend en drogend substraat. Deze plant heeft een voorkeur voor een zonnige standplaats. Vermeerdering van deze soort gebeurt altijd door te zaaien. 